# Kong Fanyu
Kong Fanyu (en chino: 孔凡钰; Anshan, 6 de junio de 1993) es una deportista china que compite en esquí acrobático, especialista en la prueba de salto aéreo.
Participó en dos Juegos Olímpicos de Invierno, obteniendo una medalla de bronce en Pyeongchang 2018, en la prueba de salto aéreo, y el sexto lugar en Pekín 2022, en la misma prueba.
Ganó dos medallas en el Campeonato Mundial de Esquí Acrobático de 2023, oro en la prueba individual y plata por equipos.

## Medallero internacional
| Juegos Olímpicos   | Juegos Olímpicos            | Juegos Olímpicos  | Juegos Olímpicos        |
| Año                | Lugar                       | Medalla           | Prueba                  |
| ------------------ | --------------------------- | ----------------- | ----------------------- |
| 2018               | Pyeongchang (Corea del Sur) | Medalla de bronce | Salto aéreo             |
| Campeonato Mundial |                             |                   |                         |
| Año                | Lugar                       | Medalla           | Prueba                  |
| 2023               | Bakuriani (Georgia)         | Medalla de oro    | Salto aéreo por equipos |
| 2023               | Bakuriani (Georgia)         | Medalla de plata  | Salto aéreo por equipos |